# Sylvia Plath
Sylvia Plath (Boston, 27 de octubre de 1932-Londres, 11 de febrero de 1963) fue una escritora y poetisa estadounidense. Considerada una de las cultivadoras del género de la poesía confesional, sus obras más conocidas son sus poemarios El coloso y Ariel y su novela semiautobiográfica La campana de cristal, publicada bajo el seudónimo de «Victoria Lucas» cuatro meses antes de su suicidio. Estuvo casada con el poeta Ted Hughes, quien tras su muerte se encargó de la edición de su poesía completa. En 1982 ganó un Premio Pulitzer de Poesía póstumo por sus Poemas completos.
Nacida en Boston, Massachusetts, Plath estudió en la Smith College de Massachusetts y, tras recibir una Beca Fullbright, en la Newnham College de Cambridge. Tras casarse con Hughes en 1956, vivió junto a éste en los Estados Unidos y luego en Inglaterra, donde tuvieron dos hijos antes de separarse en 1962.
Plath, que estuvo clínicamente deprimida durante la mayor parte de su vida adulta y fue tratada varias veces con terapia electroconvulsiva (TEC), se suicidó en 1963.

## Biografía
Nacida en el barrio de Jamaica Plain de Boston, Plath mostró gran talento a una edad temprana, al publicar su primer poema con 8 años. Su padre, Otto, que era profesor de universidad y una autoridad en el campo del estudio de la entomología, murió en esa época, el 5 de octubre de 1940, a los 55 años, tras una diabetes que no quiso tratarse, la convalecencia, la amputación de la pierna y una fulminante embolia pulmonar. La madre, Aurelia, que había sacrificado su propia carrera por la de su esposo, ocultó sus sentimientos y no lloró, algo que le reprocharía siempre su hija, sumamente perfeccionista. Plath escribía, pintaba, sacaba matrículas de honor, tocaba el piano e intentaba seguir publicando poemas y cuentos en revistas estadounidenses, consiguiendo cierto éxito. Por entonces inicia unos diarios que escribirá ininterrumpidamente hasta su muerte y rompe con su primer novio, Dick Norton, que le había sido infiel. Siente la condición femenina como una cárcel: «Mi gran tragedia es haber nacido mujer», escribió, debatiéndose entre la mujer sumisa como su madre que la sociedad esperaba que fuera y la feminista que se sentía y quería ser.
En su primer año en la universidad en el Smith College, Plath realizó el primero de sus intentos de suicidio. Esto lo detalló más tarde en su novela semiautobiográfica La campana de cristal (The Bell Jar). Fue tratada en una institución psiquiátrica, el Hospital McLean, con electrochoques y pareció recuperarse aceptablemente, tras lo que se graduó con honores, en 1955.
Plath obtuvo una beca Fulbright (que permite estudiar o colaborar en universidades extranjeras) y fue a la Universidad de Cambridge, donde continuó escribiendo poesía y ocasionalmente publicaba su trabajo en el periódico universitario Varsity. En Cambridge conoció al poeta inglés Ted Hughes. Se casaron el 16 de junio de 1956. Plath y Hughes vivieron y trabajaron en Estados Unidos desde julio de 1957 hasta octubre de 1959, periodo durante el cual Plath daba clases en Smith College. Allí descubrió a su marido en el campus, a los dos años de casados, coqueteando con una estudiante, y su mundo se vino abajo. Posteriormente se mudaron a Boston, donde Plath asistió a seminarios con Robert Lowell. Este curso tuvo una gran influencia en sus obras. También participaba en los seminarios Anne Sexton. Fue en este periodo cuando Plath y Hughes conocieron a W. S. Merwin, quien admiraba su trabajo y llegó a ser un gran amigo. Al enterarse de que Plath estaba embarazada, volvieron al Reino Unido.
Vivió junto con Hughes en Londres durante un tiempo, y después se asentaron en North Tawton, un pueblo en Devon. Publicó su primera recopilación de poesía, El coloso (The Colossus), en Inglaterra en 1960. En febrero de 1961 sufrió un aborto. Algunos de sus poemas hacen referencia a este hecho. Plath realizó una dura terapia que le hizo revivir la conflictiva relación con su madre. Se renovaron los problemas de su matrimonio y se separaron menos de dos años después del nacimiento de su primer hijo. Esta separación se debió sobre todo a la aventura amorosa que Hughes mantenía con la poetisa Assia Wevill.
Retornó a Londres con sus hijos, Frieda y Nicholas. Alquiló un piso donde había vivido W. B. Yeats; esto le encantaba a Plath y lo consideró un buen presagio cuando comenzaba el proceso de su separación. El invierno de 1962 a 1963 fue muy duro.

## Fallecimiento

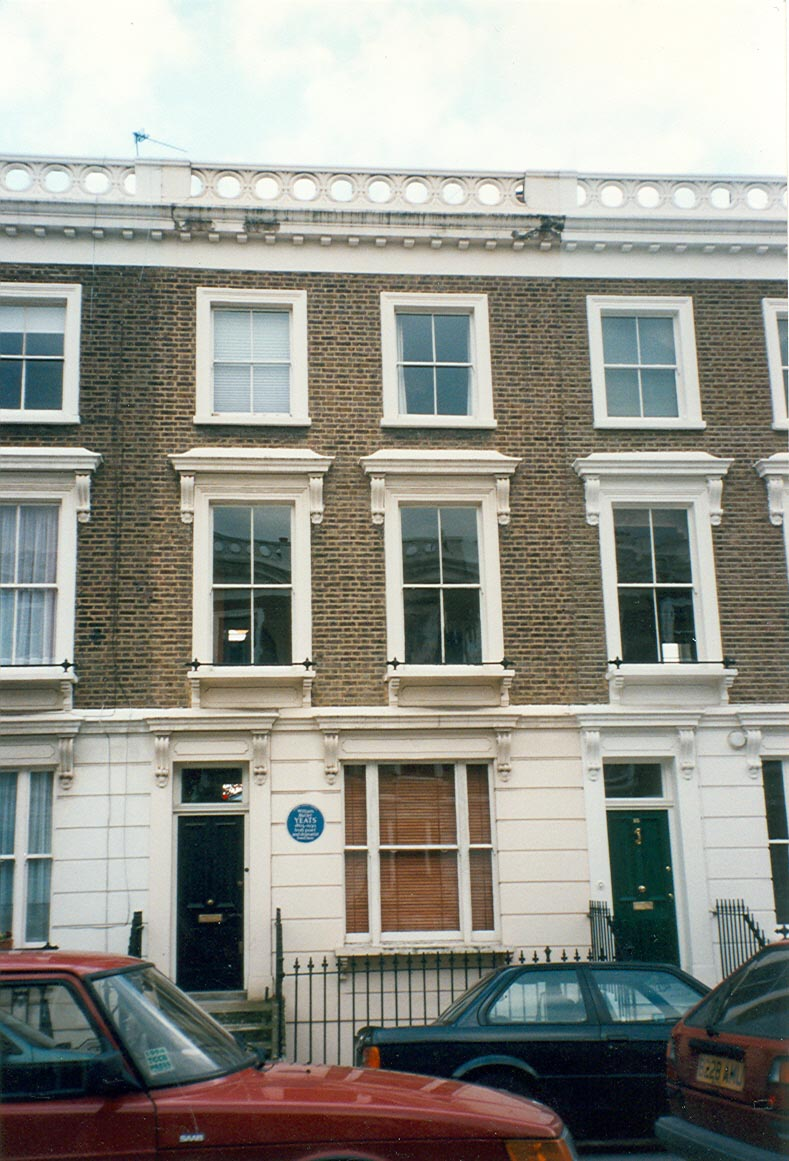
23 Fitzroy Road, Londres: La casa donde Sylvia Plath se suicidó.

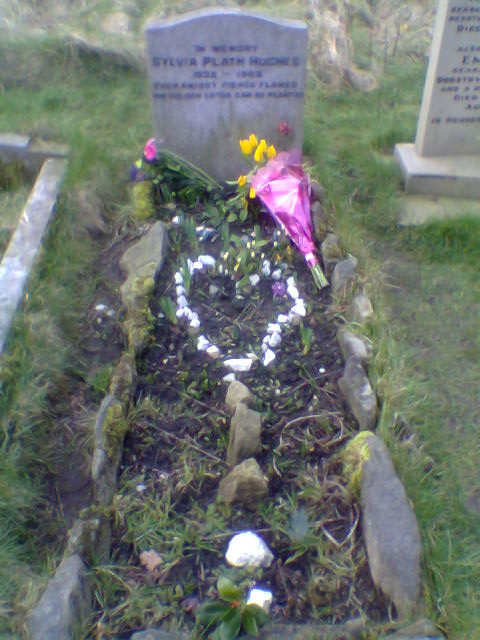
Sepultura de Sylvia Plath.

El 11 de febrero de 1963, enferma y con poco dinero, Plath se suicidó asfixiándose con gas. Está enterrada en el cementerio de Heptonstall, West Yorkshire.
Aunque durante mucho tiempo se consideró que sus repetidas depresiones e intentos de suicidio se debieron a la muerte de su padre cuando ella contaba con nueve años, pérdida que nunca logró superar, hoy se cree que padecía trastorno bipolar.

## Descendencia
Su hijo Nicholas Hughes Plath fue un hombre solitario; se refugió en la privacidad de Alaska como profesor de Ciencias del Mar en la Universidad de Alaska Fairbanks. Maníaco depresivo y solitario, nunca se casó ni tuvo hijos, y el 16 de marzo de 2009 se suicidó ahorcándose en su casa de Alaska. Su otra hija, Frieda, la cual sí se casó pero tampoco tuvo hijos, es una excelente escritora y columnista de la prensa británica, subsiste a pesar de sus trastornos depresivos, anorexia y esclerosis múltiple.

## Obras
Su viudo, Ted Hughes, se convirtió en el editor del legado personal y literario de Plath. Supervisó y editó la publicación de sus manuscritos. También destruyó el último volumen del diario de Plath, que trataba del tiempo que pasaron juntos. En 1982, Plath fue la primera poeta en ganar un Premio Pulitzer de Poesía póstumo, por Poemas completos (The Collected Poems)
Hughes llegó a un acuerdo con la madre de Plath, Aurelia, cuando ésta intentó evitar la publicación de las obras más controvertidas de su hija en Estados Unidos. En su última recopilación, Cartas de cumpleaños (Birthday Letters), Hughes rompió su silencio acerca de Plath. En esta obra es extremadamente franco, aunque no pide disculpas. El diseño de la tapa del libro fue hecho por Frieda.
Los primeros poemas de Plath fueron recopilados en su primer libro, El coloso (The Colossus); aunque bien recibido por la crítica, ha sido a menudo descrito como convencional y carente del drama de sus obras posteriores. Ha habido mucho debate sobre cuánto se vio influenciada Sylvia Plath por el trabajo de Hughes. La propia poeta admite, en sus diarios de vida, sus propios intentos por explorar la animalidad y salvajismo que distinguen la obra de Hughes. De hecho, el poema Pursuit fue escrito poco tiempo después de conocer a Hughes, y está dedicado a él.
En Tres mujeres, poema narrado para la BBC en 1962, la autora dota de una nueva visión a su poesía. A partir de ese momento concibe los poemas para ser leídos en voz alta. Además, se plantea como un poema feminista y antibelicista, que narra la maternidad desde el punto de vista de tres mujeres. Se trata de uno de sus últimos escritos junto con los recogidos en Ariel
Los poemas en Ariel marcan el punto de inflexión de sus primeras obras hacia un área de poesía más confesional. Es probable que las enseñanzas de Lowell, quien enfatizaba lo confesional, hayan tenido importancia en este cambio. El impacto de la publicación de Ariel fue muy dramático, con sus francas descripciones del descenso hacia la locura. Las obras de Plath también han sido asociadas con Anne Sexton. Ambas sufrieron de enfermedades mentales y se suicidaron, por lo que las comparaciones son, quizás, inevitables.
A pesar de las numerosas críticas y biografías tras su muerte, el debate acerca de las obras de Plath a menudo deja ver la lucha entre aquellos que están de su parte y aquellos que están del lado de Hughes. Una prueba del nivel de crispación son las repetidas acciones contra la palabra "Hughes" cincelada sobre la lápida de la tumba de Plath.
Durante los años 1970 predominaban las interpretaciones biográfico-psicoanalíticas de la obra de Plath, mientras que ya en los 80 y 90 se prefería un estudio crítico feminista y de género. Esta diferencia se percibe sobre todo en la comparación entre las biografías de Plath que han tenido lugar desde entonces, así como en la obra crítica que se ha dedicado a esta autora.
La publicación casi completa (excluyendo los ejemplares destruidos) de sus diarios de vida, tras la muerte de Hughes en 1998, ha servido para aclarar muchos puntos de especulación, y para dirigir el interés de los lectores hacia una comprensión más profunda del método y la sensibilidad en el genio creativo de Plath.

### La campana de cristal
Su obra más representativa y novela semiautobiográfica - reflejo de las características psicológicas de la autora - narra la vida de la joven Esther Greenwood, alter ego de Sylvia Plath. A través del monólogo interior se asiste a la inestabilidad emocional, siempre colindando con la depresión de la protagonista, la cual mantendrá una lucha continua en su intento por adaptarse. Visión no exenta de cinismo y calidad estilística, con ritmo propio de la poesía.

### Poesía
- El coloso (The Colossus) (1960)
- Ariel (1964). Madrid: Nórdica Libros.
- Cruzando el agua (1971)
- Tres mujeres (Three Women). Salamanca: Nórdica libros.
- Árboles de invierno (1971)
- Poemas completos (The Collected Poems) (1981)

### Prosa
- The Bell Jar (1963). Traducción al castellano: La campana de cristal (Trad. Eugenia Vázquez Nacarino, Aixa de la Cruz, Sonia Pulido). Barcelona: Random House (2023).
- Letters Home (1975). Traducción al castellano: Cartas a mi madre (Trad. Mireia Bofill, Montserrat Abelló). Barcelona: Random House (2023).
- Johnny Panic and the Bible of Dreams (1977). Traducciones al castellano: La caja de los deseos: ensayos y relatos (Trad. Guillermo López Gallego), Madrid: Nórdica Libros (2024); Johnny Panic y la Biblia de los sueños: relatos (Trad. José Luis López Muñoz), Madrid: Alianza Editorial (1995).
- The Journals of Sylvia Plath (1982). Traducciones al castellano: Diarios Completos (Trad. Elisenda Julibert), Barcelona: Alba Editorial (2016); Diarios (Trad. José Luis López Muñoz), Madrid: Alianza Editorial (1996).
- The Magic Mirror (1989), tesis para el Smith College.
- The Unabridged Journals of Sylvia Plath (2000).

### Obras para niños
- The Bed Book (1976)
- The It-Doesn't-Matter-Suit (1996)
- Collected Children's Stories (2001)
- Mrs. Cherry's Kitchen (2001)

### Traducciones al español
- Ariel
- Poesía completa, Bartleby Editores, Madrid, 2008 (ed. bilingüe). Edición de Ted Hughes y traducción y notas de Xoán Abeleira.
- Dime mi nombre. Poesía completa, Navona, Barcelona, 2022. Edición de Ted Hughes, traducción revisada y notas ampliadas de Xoán Abeleira.
- La campana de cristal, Editorial Tiempo Nuevo, Caracas, 1973. Trad. Miryam McGee.
- La campana de cristal, Editorial Edhasa. Traducción de Elena Rius.
- Abejas, Cuadro de tiza ediciones, Santiago, Chile, 2010 (ed. bilingüe). Traducción de Rodrigo Olavarría.
- Tres mujeres, Editorial Nórdica Libros, 2013 (ed. bilingüe e ilustrada). Traducción de María Ramos. Ilustraciones de Anuska Allepuz.
- El libro de las camas, Editorial Libros del Zorro Rojo, 2014. Traducción de Marcial Souto. Ilustraciones de Quentin Blake.
- Diarios, Editorial Alianza, 1996. Traducción de José Luis López Muñoz.
- Diarios completos, Editorial Alba, 2016. Edición española de Juan Antonio Montiel a partir de la edición estadounidense de Karen Kukil. Traducción de Elisenda Julibert.

## En la cultura popular
El músico alemán Aribert Reimann (1936-2024) compuso su obra Seis poemas de Sylvia Plath para piano y soprano (1975). Los poemas que utilizó fueron: Words, Edge, The Couriers, Sheep in Fog, The Night Dances y Contusion. 
En 2003, se realizó una película biográfica sobre su vida, Sylvia, donde fue interpretada por Gwyneth Paltrow, y dirigida por Christine Jeffs. La película también fue protagonizada por Daniel Craig, Jared Harris y Michael Gambon.